# Eric Brosius
Pour les articles homonymes, voir Brosius.
Eric Brosius est un musicien américain, développeur de jeux vidéo et ancien employé de Looking Glass Studios, également  ancien membre du groupe Tribe (en), il est marié avec Terri Brosius. Il est l'un des compositeurs de musique des jeux System Shock 2 et Terra Nova: Strike Force Centauri.
Il a aussi participé à Dark Project : La Guilde des voleurs